# Roderich Hustaedt

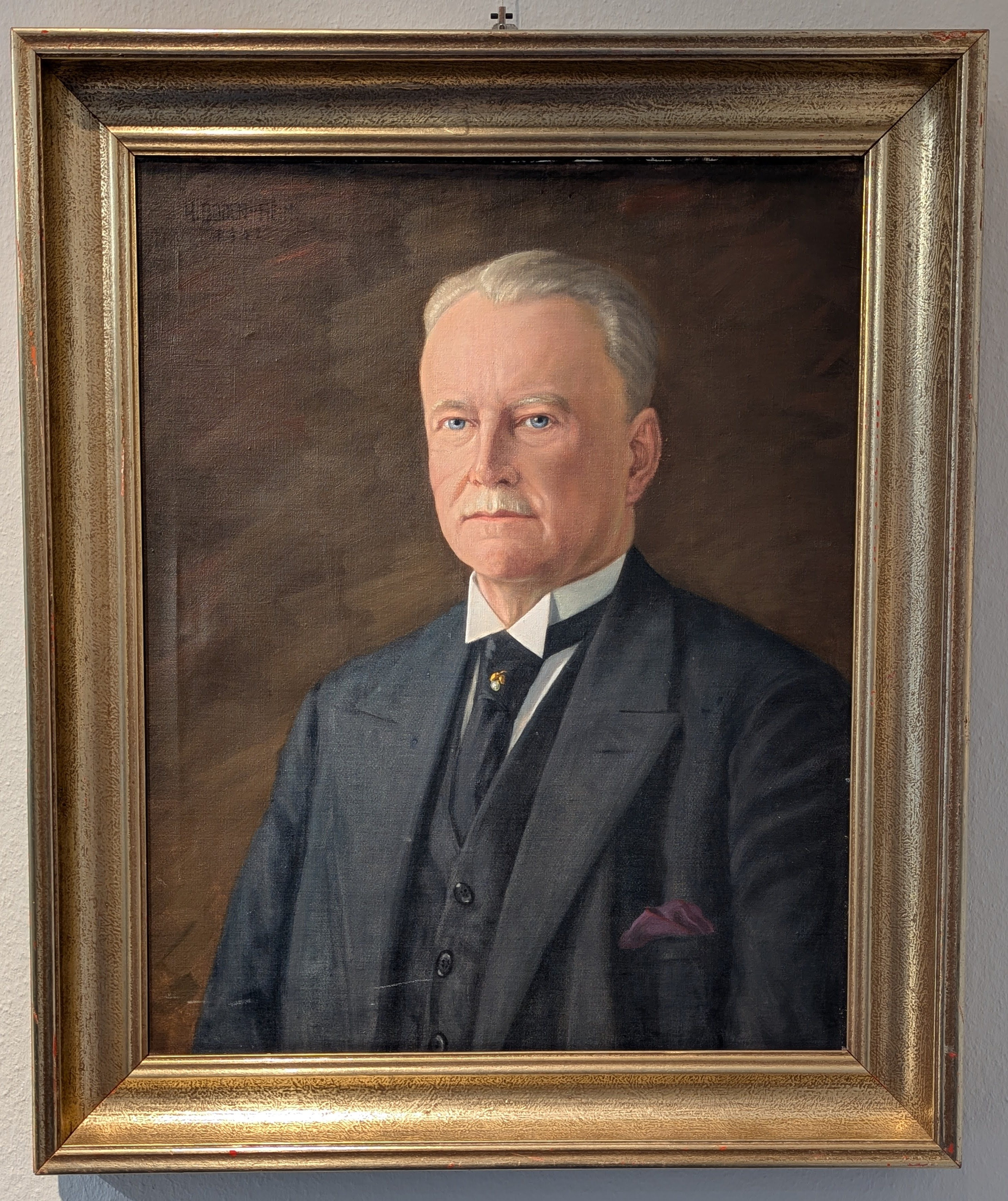
Roderich Hustaedt, Porträt von Hermann Max Boden-Heim, Stiftung Mecklenburg, Schwerin

Roderich Ludwig Friedrich Hustaedt (* 3. Oktober 1878 in Mirow; † 8. Dezember 1958 in Baden-Baden) war ein deutscher Jurist, Mitglied der Deutschen Demokratischen Partei und 1920–1928 Staatsminister von Mecklenburg-Strelitz.

## Leben
Roderich Hustaedt, Sohn des Amtszimmermeisters (und späteren Sägewerksbesitzers) Hermann (Karl Friedrich) Hustaedt aus Mirow und dessen Frau Marie Luise Bertha Karoline, geb. Stange, besuchte ab 1890 das Gymnasium Carolinum (Neustrelitz) und bestand hier im Herbst 1898 das Abitur. Danach studierte er an der Universität Jena  Rechts- und Staatswissenschaften. 1899 wurde er im Corps Guestphalia Jena recipiert. Als Inaktiver wechselte er an die Friedrich-Wilhelms-Universität zu Berlin und die heimatliche Universität Rostock. In Rostock wurde er 1903 zum Dr. iur. promoviert.
Ab 1908 war Hustaedt Landrichter am Landgericht Neustrelitz, 1908–1920 Mitglied der Juristischen Prüfungsbehörde beim Landgericht Rostock. 1911 wurde er Mitglied der Nationalliberalen Partei, 1911 Stadtvertreter in Neustrelitz, 1915–1919 Stadtsyndikus ebenda. Von 1919 bis 1933 war Hustaedt Vorsitzender des Aufsichtsrates der Mecklenburg-Strelitzer Hypothekenbank.
Mitglied der Deutschen Demokratischen Partei war er 1919–1931. 1919–1920 und 1920–1928 saß er im Landtag des Freistaates Mecklenburg-Strelitz. Im ersten ordentlichen Landtag war er Fraktionsvorsitzender der DDP. 1920–1924 war er auch Landesvorsitzender der DDP. Außerdem hatte Hustaedt 1920–1928 das Amt des Staatsministers inne, das heißt er war einer von zwei gleichrangigen Staatsministern, die gemeinsam, aber mit jeweils eigenem Zuständigkeitsbereich das Staatsministerium des kleinen Freistaates leiteten – zunächst (bis Juli 1923) zusammen mit Kurt von Reibnitz (SPD), danach zusammen mit Karl Schwabe (DNVP). Hustaedt war in dieser Funktion für folgende Fachabteilungen des Ministeriums zuständig: Abteilung für Finanzen, Abteilung Justiz, Abteilung für Unterricht und Kunst sowie – nur von 1920 bis 1924 – Abteilung für Medizinalangelegenheiten.
Zu seinem Zuständigkeitsbereich als verantwortlicher Minister für die Abteilung Justiz gehörten auch alle Entscheidungen über Gnadengesuche in Strafsachen. Anfang Februar 1926 verweigerte er (nach Absprache mit seinem Ministerkollegen Karl Schwabe) dem wegen Mordes zum Tode Verurteilten Josef Jakubowski die Begnadigung – mit der Folge, dass die Todesstrafe zwei Wochen später vollstreckt wurde. Der Fall Jakubowski gilt als einer der gravierendsten Justizirrtümer der Weimarer Republik.
Hustaedt setzte sich für den Neubau des Neustrelitzer Gymnasiums Carolinum ein, das im Juli 1925 eingeweiht wurde. Ab 1925 war er Mitglied des Mecklenburg-Strelitzer Vereins für Geschichte und Heimatkunde.
Von 1928 bis 1954 arbeitete Hustaedt als Rechtsanwalt und Notar in Neustrelitz. Ab 1934 gehörte er dem NS-Rechtswahrerbund an.
Nach dem Zweiten Weltkrieg trat er in die Liberal-Demokratische Partei Deutschlands in der Sowjetischen Besatzungszone bei. 1954 floh er aus der DDR nach Baden-Baden.
Roderich Hustaedt war seit 24. August 1909 verheiratet mit Marie, geb. Toebe (1890–1959), Maurermeister- und Fabrikbesitzertochter aus Osterburg, mit der er drei Kinder hatte: Wolfgang (1910–1974), Marianne (1915–1956) und Renate *Reni* (1918–1990), später verheiratete Blühdorn.

## Ehrungen
Roderich Hustaedt wurde mit der Großen Goldenen Medaille für Kunst und Wissenschaft des Freistaats Mecklenburg-Strelitz ausgezeichnet und war später bis zu seinem Tode Ehrenvorsitzender der Caroliner-Altschülerschaft.